# August Graf von Degenfeld-Schonburg
August Franz Johann Christoph Graf von Degenfeld-Schonburg (Nagykanizsa, 10 dicembre 1798 – Altmünster, 5 dicembre 1876) è stato un generale austriaco.

## Vita
Degenfeld-Schònburg era un rampollo della nobile famiglia dei Conti di Degenfeld Schònburg.
Prese parte alla campagna del 1815, contro Napoleone, come ufficiale di fanteria ed operò per diversi anni come aiutante nel Quartier generale in Boemia. Nel 1848 ha guidato una brigata e come maggiore generale nel 1849 è stato coinvolto nella battaglia di Novara.
In ottobre 1849 Degenfeld-Schonberg è stato promosso a tenente feldmaresciallo. L'imperatore Francesco Giuseppe nel 1852 lo ha poi nominato comandante dell'VIII Corpo d'armata. Nella guerra italiana nel 1859 era il comandante generale del Comando supremo.
Nell'ottobre del 1860 Degenfeld-Schonberg è stato nominato feldmaresciallo e ministro della guerra, ma abbandonò l'incarico, nel 1864 per motivi di salute. Tornò temporaneamente in servizio attivo nel 1866, quando partecipò all'Armistizio di Nikolsburg concordato il 26 luglio di quell'anno. 
Morì poi il 5 dicembre 1876 presso Altmünster a Gmunden.
In suo onore, gli austriaci, gli intitolarono un forte del famoso quadrilatero difensivo: il forte Degenfeld che si trova a Pastrengo, alla difesa della città di Verona.